# Montaña Occidental
Montaña Occidental és una comarca situada al nord i nord-oest de la província de Lleó, que limita amb Astúries. Compta amb 2166,7 km² de superfície, que són el 13,9 del total provincial, i comprèn 16 municipis. També és coneguda com la Montaña de Luna.

## Geografia
En aquest apartat, destaca en gran manera la presència de la Serralada Cantàbrica, els seus diferents subgrups muntanyós i el naixement de rius provincials. Per aquesta presència, cal dividir en el seu estudi geogràfic de la Comarca en 3 parts: 
- Zona que aboca les seves aigües al Sil.
- Vall del Riu Omaña.
- Altes Valls de Luna, Bernesga i Torio

## Demografia
El 1.991, la Població comarcal era de 38.439 habitants, que eren un 7,38% del total provincial. La Comarca, ha estat exposada a intensos corrents d'emigració, afavorides per les dures condicions de vida, l'aïllament i les escasses perspectives de futur. Algunes zones, amb l'arribada de la mineria del carbó van sofrir un auge demogràfic, que amb l'arribada de la crisi del carbó, van començar a perdre habitants. A causa de la gran migració, la comarca tenia en els 90, una població similar a la dels anys 20, si bé en algunes zones com Villablino o La Robla la tendència no ha estat tan traumàtica i tenen poblacions elevades en ambdós casos respecte del total comarcal.

## Comarques Tradicionals
- Babia
- Luna
- Omaña
- Laciana
- Valle de Gordón
- La Tercia del Camino
- Alba (Lleó)
- Valle de Fenar

## Municipis
| Nombre              | Pob. (1991) | Pob. (2007) |
| ------------------- | ----------- | ----------- |
| Los Barrios de Luna | 381         | 309         |
| Cabrillanes         | 1.182       | 973         |
| Cármenes            | 561         | 410         |
| Carrocera           | 680         | 589         |
| Matallana de Torío  | 2.002       | 1.475       |
| Murias de Paredes   | 786         | 543         |
| La Pola de Gordón   | 5.791       | 4.220       |
| Riello              | 1.186       | 798         |
| La Robla            | 5.456       | 4.730       |
| San Emiliano        | 995         | 731         |
| Sena de Luna        | 519         | 437         |
| Soto y Amío         | 1.245       | 1.022       |
| Valdesamario        | 369         | 225         |
| Vegacervera         | 287         | 306         |
| Villablino          | 15.628      | 11.544      |
| Villamanín          | 1.440       | 1.147       |
| Total               | 38.439      | 29.459      |